# Isla Mujeres (kommun)
Isla Mujeres är en kommun i Mexiko.   Den ligger i delstaten Quintana Roo, i den östra delen av landet, 1 300 km öster om huvudstaden Mexico City. Antalet invånare är 15 295. Arean är 1 100 kvadratkilometer.
Terrängen i Isla Mujeres är mycket platt.
Följande samhällen finns i Isla Mujeres:
- Isla Mujeres
- Zona Urbana Ejido Isla Mujeres
- Francisco May